# Friedrich Andreas Stroth

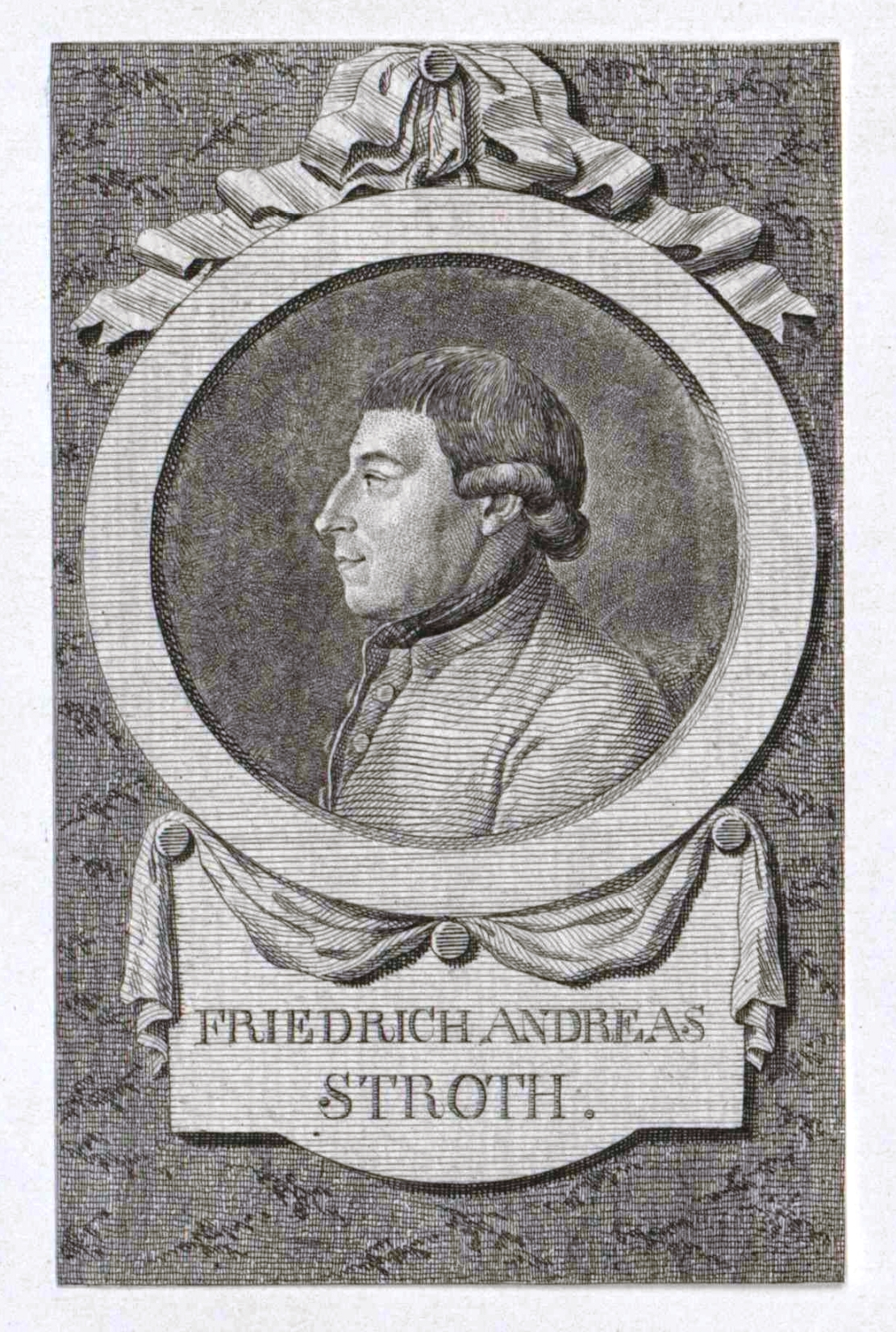
Friedrich Andreas Stroth, Stich von Johann Conrad Krüger (1783) nach Ernst Christian Specht (1739–1803)

Friedrich Andreas Stroth (* 5. März 1750 in Tribsees; † 25. Juni 1785 in Lauchstädt) war ein Klassischer Philologe und evangelischer Theologe.

## Leben
Stroth besuchte das Gymnasium in Greifswald und studierte Philologie und Theologie an den Universitäten Greifswald und Halle. Nach seinem Studium wurde er 1775 von der Äbtissin des Stiftes Quedlinburg Amalie von Preußen als Nachfolger von Johann Jakob Rambach zum Rektor des Quedlinburger Gymnasiums berufen. Seine Amtseinführung fand am 28. Januar 1774 statt.
Stroth folgte nach fünfjähriger Tätigkeit in Quedlinburg einem Ruf des Herzogs Ernst II. nach Gotha. Dort wurde er zum sächsisch-gothaischen Kirchenrat bestellt und der Nachfolger von Johann Gottfried Geißler als Rektor des Gymnasium illustre der Stadt. Am 1. September 1779 fand die Amtseinführung statt. Er brachte das Gymnasium zu neuer Blüte und bewirkte unter anderem, dass für unfähig befundene Lehrkräfte aus dem Lehramt entfernt wurden. Stroth erkrankte bereits früh an einer Lungenkrankheit und verstarb mit 35 Jahren auf einer Reise in seine Heimat.
Die theologische Ausrichtung Stroths wird als der Aufklärung verpflichtet eingeordnet. Er soll zudem in vielfältigem Austausch und Freundschaft zu Wissenschaftlern unterschiedlicher Fachrichtungen gestanden haben.

## Werke (Auswahl)
- mit Paul Jakob Bruns: Handbuch der alten Erdbeschreibung zum Gebrauch der eilf größern Danvillischen Landkarten aus den besten Quellen verfaßt. Nach der Anleitung von Jean-Baptiste Bourguignon d’Anville. Weigel und Schneider, Nürnberg 1783.
- Aegyptiaca seu veterum scriptorum de rebus Aegypti commentarii et fragmenta. 2 Bände, Ettinger, Gotha 1784.
- Eklogai sive Chrestomathia Graeca. 3. Auflage, Biesterfeld, Quedlinburg 1792.
- Eusebii Kirchen-Geschichte. Einführung. Wohlfeilere Ausgabe, Ernst, Quedlinburg 1799.

Editionen
- Theokritos: Theocriti Idyllia. Ettinger, Gotha 1782.
- Xenophon: Memorabilia Socratis Graece. Ettinger, Gotha 1788.
- Titus Livius: Opera omnia. 7 Bände, Ettinger, Gotha 1816–1819 (fortgeführt durch Friedrich Wilhelm Doering).

Übersetzungen
- Diodor: Bibliothek der Geschichte. 6 Bände, Hermann, Frankfurt am Main, 1782–1787 (von Johann Friedrich Salomon Kaltwasser fortgeführt).
- Eusebius von Caesarea: Kirchen-Geschichte. Wohlfeilere Ausgabe, 2 Bände, Ernst, Quedlinburg 1799.